# Chico Salvaje (cómic)
Chico Salvaje (Wild Child) o Niño Salvaje, de nombre Kyle Gibney, y también conocido como Arma Omega (Weapon Omega) y Corazón Salvaje (Wildheart), es un personaje ficticio que aparece en los cómics estadounidenses publicados por Marvel Comics. El personaje ha sido representado como un superhéroe y un supervillano, y como miembro de Alpha Flight, X-Factor y Arma X.

## Historial de publicaciones
Fue creado por John Byrne y apareció en un cameo en Alpha Flight #1 (agosto de 1983),pero no apareció en su totalidad hasta Alpha Flight #11.

## Biografía ficticia
Kyle Gibney es un mutante que manifestó una mutación salvaje durante la pubertad; esta mutación le otorgó habilidades físicas mejoradas y una mayor tasa de regeneración. El también sufría de una apariencia bestial y monstruosa, lo que llevó a sus padres a echarlo de su casa. Viviendo en las calles, fue secuestrado por el conspirador Imperio Secreto y sometido a experimentos que alteran la mente y el cuerpo. Los experimentos tuvieron como consecuencia volverlo psicológicamente inestable y, en particular, propenso a comportamientos violentos y animales. Durante este tiempo, el conoció a la Dra. Valerie Cooper, una funcionaria del gobierno de los Estados Unidos que desconocía la verdadera naturaleza o las actividades del Imperio Secreto. El fue liberado por Wyre, el hombre que, sin saberlo, había sido la fuente del material genético que se utilizó en los experimentos del Imperio.
Gibney (ahora Chico Salvaje) fue detenido por el ejército y entregado a la custodia del Departamento H secreto de Canadá, que supervisó el equipo formativo Alpha Flight. El miembro de Flight Walter Langkowski, queriendo proteger a los jóvenes del ejército, lo colocó en el equipo de aprendices llamado Gamma Flight. Después de que Alpha Flight y sus grupos de aprendices se disolvieran oficialmente, Gibney fue reclutado para unirse al primer equipo Omega Flight, un grupo de criminales profesionales. Junto a Omega Flight, el luchó contra Alpha Flight y fue derrotado.Junto a Omega Flight, el luchó contra Alpha Flight nuevamente en el West Edmonton Mall, y fue derrotado por Madison Jeffries.Posteriormente, él cometió una serie de asesinatos, que terminaron cuando luchó y fue capturado por Wolverine después de herir gravemente y casi matar a la miembro de Alpha Flight, Heather Hudson.
Posteriormente, Chico Salvaje fue indultado en circunstancias no reveladas y se le otorgó membresía en el nuevo Gamma Flight.Junto a Gamma Flight, el luchó contra Alpha Flight.Sin embargo, luego ayudó a Gamma y Alpha Flight contra las fuerzas de Llan el Hechicero.Cuando Gamma Flight se disolvió poco después de eso, se volvió loco por su estado obsoleto y atacó a Pathway, otro aprendiz. El líder de Gamma, Némesis, lo teletransportó durante una pelea con Heather Hudson (entonces Guardián) y Wolverine/Lobezno, y él fue capturado por Wolverine.Más tarde, el Departamento H lo ayudaría a superar sus problemas psicológicos y curar su enfermedad mental, lo entrenaría en combate desarmado y lo ubicaría como un operativo especial del gobierno canadiense asignado a Alpha Flight bajo el nombre en clave Arma Omega. Junto a Alpha Flight, él luchó contra Diablo.El se unió al equipo principal de Alpha Flight,conoció al segundo equipo de X-Factor,e impidió que Omerta, controlado mentalmente, asesinara al jefe de Estado de Italia.También luchó contra un doble de Chico Salvaje durante la Guerra del Infinito.El fue atacado por Wyre pero rescatado por Alpha Flight.El buscó a Némesis y Rok lo mantuvo prisionero con ella, pero luego fueron rescatados por Arma X.El derrotó a Wyre en combate personal; Luego se enteró de su verdadero origen y cambió su nombre en clave a Corazón Salvaje.El ayudó a Alpha Flight en combate con el Demoledor.El también tuvo una relación sentimental con su compañera de equipo Aurora.
Su apariencia finalmente se deterioró hasta su forma salvaje inicial, lo que lo llevó a abandonar Alpha Flight y Aurora. El siguió a Valerie Cooper a los Estados Unidos, donde se unió al equipo X-Factor operado por el gobierno. Allí inició una relación romántica con su compañera de equipo Shard. Su salvaje compañero de equipo Sabretooth/Dientes de Sable  intentó con frecuencia, con poco éxito, convencer a Chico Salvaje de que se convirtiera en un cazador y asesino como él. Permaneció con el equipo hasta que su cuerpo comenzó a mutar hacia una forma más salvaje. Finalmente degeneró a un estado casi sin sentido y fue reclutado (ya sea voluntariamente o mediante lavado de cerebro) por el nuevo equipo de Arma X.
Como parte de su borrador, Chico Salvaje fue emparejado con Sabretooth para intentar reclutar a Fuego Solar para el programa. El mutante japonés se negó y quemó gravemente a Sabretooth. Cuando Chico Salvaje se burló de sus quemaduras, Sabretooth cortó brutalmente las cuerdas vocales de Kyle y amenazó con matar a cualquier miembro del personal médico de Arma X que lo operara, asegurándose de que permaneciera mudo.
Su antiguo amor, Aurora, también fue reclutada en el equipo, pero ella no era ella misma. Después de las actualizaciones de Arma X, se volvió arrogante y distante, despreciando al feo Chico Salvaje e incluso entablando una relación con el director del programa horriblemente desfigurado. Esto se convirtió en leña para el fuego cuando Brent Jackson intentó socavar la autoridad del director Malcolm Colcord. Utilizando la actitud de Aurora hacia él como motivo, Jackson convenció a Chico Salvaje para que se uniera a su grupo disidente.

### Decimación
Chico Salvaje fue visto en la pantalla de una terminal como uno de los mutantes sin poderes después del Día M.Su firma energética se encontró dentro de la entidad conocida como The Collective, junto con las firmas energéticas de muchos otros mutantes sin poderes.

### Post-Decimación
Chico Salvaje demostró recientemente que sus poderes habían regresado, así como los recuerdos previamente borrados. Incluso logró vencer a Wolverine en una pelea rápida. Ahora se parece a su antiguo personaje de Corazón Salvaje.
Chico Salvaje apareció una vez más en conflicto con Wolverine ayudando a Omega Rojo e intentando matar a Logan. Lo hacía bajo las órdenes del enigmático Romulus/Rómulo. Su plan consistía en dejar caer a Logan en acero fundido; sin embargo, fue interrumpido por Omega Rojo. Mientras Chico Salvaje y Omega Rojo luchaban entre sí, Logan logró huir. Omega Rojo logró distraer a Chico Salvaje y así pudo empalarlo con sus espirales antes de arrojarlo a una tina de acero fundido.

### Amanecer de X
En el nuevo statu quo para los mutantes después de House of X y Powers of X, el Profesor X y Magneto invitan a todos los mutantes a vivir en Krakoa y dan la bienvenida a su redil incluso a antiguos enemigos.Kyle Gibney se une a un grupo informal de mutantes marginados, que operan bajo Mr. Siniestro: los Hellions (Infernales), que también incluyen a Havok (Kaos), Kwannon, Empath (Émpata), John Greycrow, Nanny y Orphan Maker (Creahuérfanos).

## Poderes y habilidades
Kyle Gibney es un mutante con el que se experimentó y fue diseñado genéticamente por científicos del Imperio Secreto utilizando ADN replicado de Wyre. Tiene sentidos sobrehumanamente agudos, así como velocidad, agilidad, reflejos, coordinación, equilibrio y resistencia sobrehumanos. Sus dientes y uñas están endurecidos y son lo suficientemente fuertes como para desgarrar sustancias tan espesas como el hueso. Su cuerpo se cura a un ritmo varias veces mayor que el de un ser humano normal, pero no al ritmo del factor de curación de Sabretooth. También tiene varias mutaciones similares a animales comunes a los mutantes "salvajes": orejas en forma de hoja; ojos sin pupilas ni iris; dientes más afilados de lo normal con caninos pronunciados en forma de colmillos; y uñas alargadas de manos y pies que pueden usarse como armas en forma de garras, así como su postura corporal encorvada. Es un excelente combatiente cuerpo a cuerpo con entrenamiento en operaciones especiales y artes marciales de Wolverine, así como con el programa de Vuelo de superhéroes del gobierno canadiense, y también está capacitado en acrobacias y gimnasia. En sus arrebatos bestiales, confía más en la pura ferocidad que en la habilidad de lucha. Como Corazón Salvaje, el lado salvaje y bestial de su personalidad fue suprimido por una droga desconocida, pero su yo salvaje aún amenazaba con abrumar su cordura en todo momento.
Como resultado de las heridas sufridas a manos de Sabretooth, quien le impidió recibir tratamiento médico, Chico Salvaje permaneció mudo por un tiempo. Sin embargo, junto con sus poderes renovados, parece haber recuperado también la capacidad de hablar.

## Recepción
- En 2014, Entertainment Weekly clasificó a Wild Child en el puesto 93 en su lista "Clasifiquemos a todos los X-Man".[27]

## Otras versiones

### Era de Apocalipsis
En la línea de tiempo alternativa de Era de Apocalipsis, Chico Salvaje era miembro de los X-Men y frecuentemente se asociaba con Sabretooth.Chico Salvaje poseía un bajo nivel de inteligencia (comparable al de un perro) y una incapacidad para comunicarse verbalmente. Como tal, lo mantuvieron atado con una cadena para evitar que dañara a cualquiera de los X-Men. Durante un tiempo, fue el compañero de Sabretooth, ya que Creed había rescatado a Chico Salvaje de ser prisionero de Holocausto, hijo de Apocalipsis, pero se desconoce su destino actual. El Manual para la Era del Apocalipsis de 2005 afirma que Kyle está en una misión secreta con los otros X-Men que no estuvieron presentes durante la serie limitada del décimo aniversario Era del Apocalipsis, sin embargo, cuando Sabretooth y Blink volvieron a visitar la realidad de su hogar durante una misión como Exiles/Exiliados, Magneto y Rogue/Pícara les revelaron que Kyle se había escapado después de que Victor y Clarice desaparecieran cuando los Tallus se los llevaron. Finalmente fue encontrado y reclamado por Quentin Quire. Luego pasó a la realidad de este último para reemplazar a su fallecido Niño Salvaje, que se suponía que no debía haber muerto.
Desde entonces, Chico Salvaje ha regresado a la línea de tiempo de Era de Apocalipsis, ya que se le ve siguiendo y luego enfrentándose a X-Force.El muere mientras, junto con los X-Men de su mundo y X-Force, intenta detener los planes genocidas de Arcángel en la Tierra-616.

### House of M
En la realidad de House of M, Chico Salvaje (junto a Arco Voltaico y Mentallo) es un miembro de la Guardia Roja posicionado en Australia para servir a Exodus.

### Mutante X
En la realidad alternativa de Mutante X, Chico Salvaje deambula por las tierras salvajes de Canadá, salvaje, junto con la versión de esa realidad de Sabretooth y Wolverine, ambos tan salvajes como él. Operaban bajo el nombre de "The Pack". Durante un tiempo, el héroe conocido como el Bruto corrió con ellos.

### Viejo Logan
En las páginas de Avengers of the Wastelands que sirve como secuela de "Viejo Logan" y tiene lugar en la Tierra-21923, Wild Child se encuentra entre los villanos que atacan al grupo de Danielle Cage en el condado de Osborn, donde fueron asesinados por los insectos convocados por el casco Ant-Man de Dwight Barrett.

### Arma X: Días del futuro ahora
Kyle todavía es parte del grupo disidente de Arma X, dirigido por Brent Jackson.

### Ultimate Marvel
La versión Ultimate Marvel de Chico Salvaje aparece en Ultimate Comics: Wolverine #2. Él y algunos de sus soldados estaban rastreando al hijo de Wolverine, Jimmy Hudson, para matar a sus padres adoptivos, los Hudson: James Hudson y Heather Hudson. Jimmy se abalanza, pero Chico Salvaje casi lo mata hasta que aparece Quicksilver y le gira el cuello.

## En otros medios

### Televisión
- Chico Salvaje aparece en el episodio de X-Men "One Man's Worth". Esta versión se parece a Age of Apocalypse Chico Salvaje y es miembro de la Resistencia Mutante de Magneto.

### Juguetes
La versión Age of Apocalypse de Chico Salvaje también se convirtió en un paquete de figuras no articuladas con Sabretooth para la línea de juguetes Age of Apocalypse fabricada por ToyBiz.
La versión de Age of Apocalypse, Chico Salvaje, fue producida por Hasbro. La figura tiene una escala de 1:12 (6 pulgadas) y se lanzó como parte de la marca The Marvel Legends. Es una de las 7 figuras lanzadas en Sugar Man Build A Figure Wave.